# Malvasia de Jamaica
La malvasia de Jamaica (Oxyura jamaicensis) és una espècie d'ànec petita.

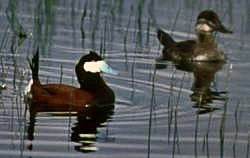
Mascle a l'esquerra, femella a la dreta

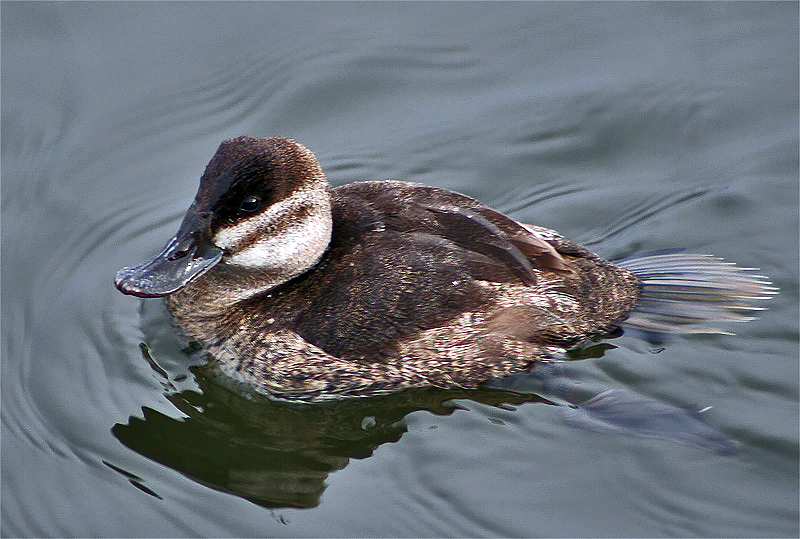
Femella

Cria en llacs pantanosos i estanyols a gran part de Nord-amèrica i a Amèrica del sud ho fa als Andes. Fa el niu en llocs de vegetació densa prop de l'aigua. La subespècie del sud, ferruginea, de vegades és considerada una espècie diferent. La subespècie andina té colors negres en la seva cara blanca.
Són migradors i hivernen en llacs i badies que no es glacin. Es capbussen i neden sota l'aigua. Principalment mengen llavors i arrels de plantes aquàtiques, crustacis i insectes.

## Espècie invasora a Europa
Vers 1940, van escapar de cria en captivitat i envair la Gran Bretanya i s'han establert a Europa. S'hibriden amb l'ànec de capblanc, amenaçat d'extinció (Oxyura leucocephala), del sud d'Europa i en algun llocs s'ha proposat erradicar-los. Fa part de la llista de les 100 espècies invasores més dolentes d'Europa i de les espècies invasores de Catalunya, on encara queda rar fora de captivitat.
Era una amenaça per a ànec capblanc, l'únic oxyura indígena europeu, i amenaçat d'extinció, amb el qual pot hibridar i els híbrids són fèrtils. El també migrador ànec de Jamaica és més promiscu i més fort en nombre el que a la fi podria contribuir a la disparició de l'ànec capblanc, que quasi extint (22 exemplars el 1977), havia començat a reviure gràcies a un programa de protecció i de restauració de l'hàbitat a Espanya i la població va pujar cap als 2200 individus l'any 2009. Una invasió del seu germanastre jamaïcà hauria, més fort i més nombrós hauria tornat a posar l'ànec europeu a risc.